# Villacastín
Villacastín è un comune spagnolo di 1 553 abitanti situato nella comunità autonoma di Castiglia e León.
Vi si trova la chiesa di San Sebastiano, soprannominata per le sue grandi dimensioni Catedral de la Sierra, costruita a partire dal XVI secolo in stile herreriano e perciò somigliante al Monastero dell'Escorial.